# Real Yeguada de Aranjuez
La Real Yeguada de Aranjuez fue un centro de cría caballar existente en Aranjuez desde el siglo XVI hasta 1931.

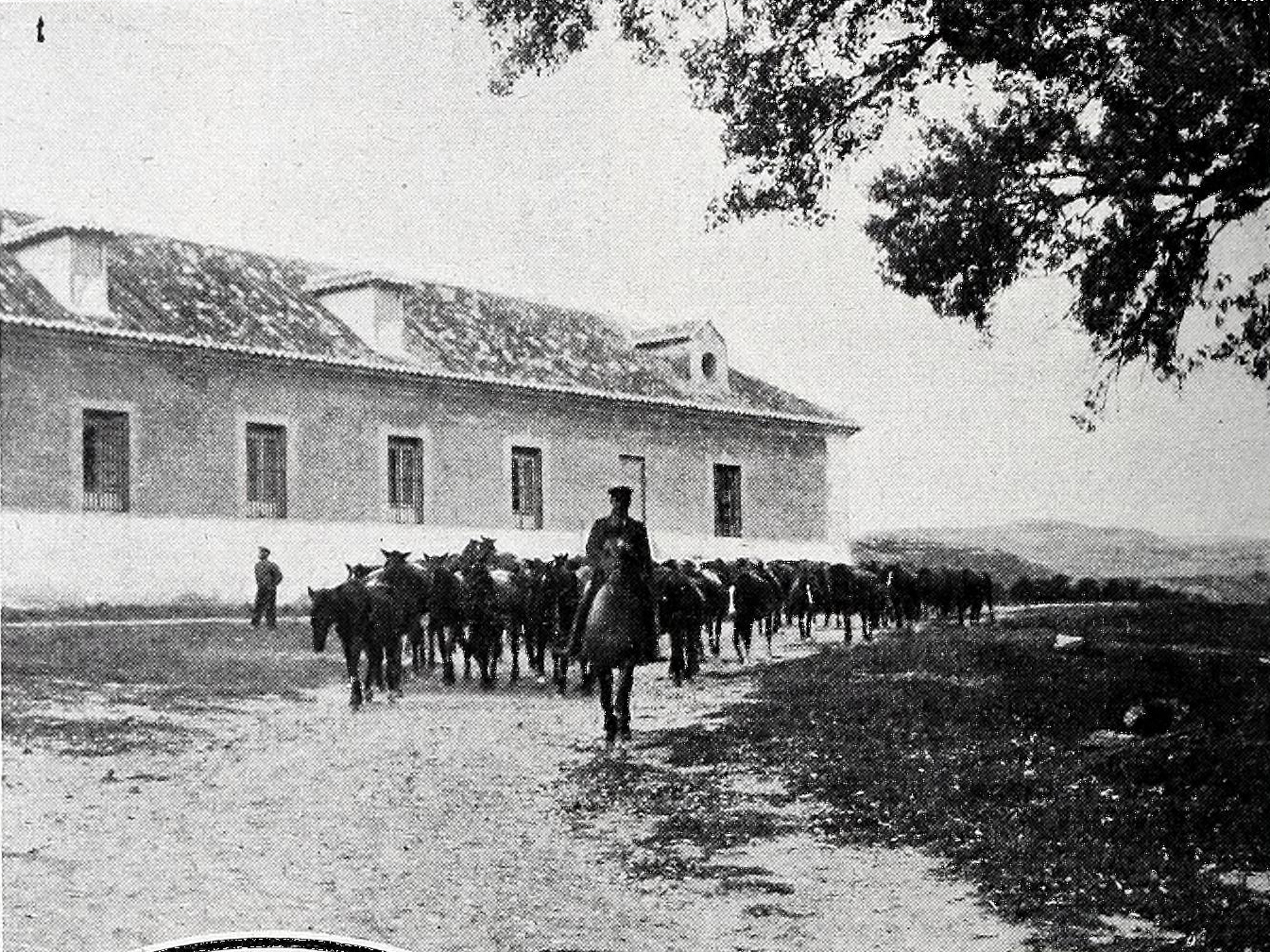
Real Yeguada de Aranjuez (Fotografía de Goñi en Blanco y Negro, 8 de diciembre de 1906)

## Historia
El origen de la yeguada se encuentra en la decisión del rey Felipe II de España de reunir bajo la dirección de su caballerizo mayor la cría de caballos en Aranjuez. El objeto de esta yeguada era dotar las caballerizas reales. Unos años después, el monarca continuó el esfuerzo con la formación de las Caballerizas Reales de Córdoba. Felipe II llegó a seguir muy de cerca las distintas faenas de la yeguada. Los sucesores del monarca continuaron la expansión y mejora de la yeguada.
El siglo XVIII, con la llegada de la casa de Borbón a España, fue un período de esplendor para la yeguada. Felipe V y Fernando VI la ampliaron considerablemente. Carlos III ordenó en 1761 la construcción de la conocida como casa de la Monta, como centro de operaciones de la yeguada.
En el siglo XIX, la yeguada continúo su curso, siendo reforzada después de la Guerra de la Independencia Española, llegando a ser sus caballos objeto de presentes a monarcas extranjeros. Tras la Revolución de 1868 se inició la venta de los bienes de la yeguada, desde los aparejos hasta los propios animales. Una vez restaurada en el trono la casa de Borbón en la persona de Alfonso XII comenzó el período moderno de la yeguada. Su hijo, Alfonso XIII, gran aficionado a la cría, fomentó el crecimiento y mejora de la yeguada. Este monarca renovó también el Real Hipódromo de Legamarejo, fundado por su abuela Isabel II, y que estaba destinado tanto a la práctica del deporte como a la exhibición caballar.

## Estructura
La yeguada contaba con distintos tipos de bestias. No solamente se criaban caballos, sino también mulas y asnos.
La sección inglesa de la yeguada se encontraba en el soto de Legamarejo.